# منتخب سنغافورة لسباعيات الرغبي
منتخب سنغافورة لسباعيات الرغبي (بالإنجليزية: Singapore national rugby sevens team)‏ هو ممثل سنغافورة الرسمي في المنافسات الدولية في سباعيات الرغبي .